# Toukta Khamboonheung
Toukta Khamboonheung (ur. 21 maja 1987) – laotańska lekkoatletka specjalizująca się w skoku o tyczce.

## Rekordy życiowe
- skok o tyczce (hala) – 3,00 (2009) rekord Laosu